# Alhambra (Coolsingel)
Alhambra was een bioscoop in paviljoen De Veste aan de Coolsingel 221 in Rotterdam.
De bioscoop werd door Maatschappij Tuschinski geopend in 1979 en was gericht op het vertonen van de 'betere films'. De bioscoop had twee zalen van elk 195 zitplaatsen.
In 1993 besloot eigenaar MGM om Alhambra om te vormen tot een zogenaamde riksbioscoop, waar je voor fl.2,50 naar een film kon kijken.
Alhambra werd in 1995 gesloten. 